# Płonąca preria
Płonąca preria – powieść historyczno-przygodowa autorstwa Longina Jana Okonia z 1986 roku. Akcja rozgrywa się na Dzikim Zachodzie i osnuta jest wokół dziejów wojny Czarnego Jastrzębia w latach 30. XIX wieku. Jednym z bohaterów powieści jest Polak Ryszard Kos.